# Bulbophyllum tahitense
Bulbophyllum tahitense är en orkidéart som beskrevs av Jean Nadeaud. Bulbophyllum tahitense ingår i släktet Bulbophyllum och familjen orkidéer.
Artens utbredningsområde är Sällskapsöarna. Inga underarter finns listade i Catalogue of Life.